# Зеебах, Карл фон
Карл фон Зеебах (нем. Karl von Seebach; 13 августа 1839, Веймар — 21 января 1880, Гёттинген) — немецкий геолог.

## Биография
С 1863 года — экстраординарный, затем с 1870 года — ординарный профессор в Гёттингенском университете.
В 1861 году объездил Россию, в 1862 году — Англию, в 1864—1865 Коста-Рику (отчет в «Petermanns Mitteilungen»), в 1866 — Эгейское море, где особенно подробно исследовал вулкан Санторин.